# Giuseppe Mascia (politico 1975)
Giuseppe Mascia (Sassari, 25 ottobre 1975) è un politico italiano, sindaco di Sassari dal giugno 2024.

## Biografia
Laureatosi in filosofia nell'Università di Sassari, dopo il dottorato di ricerca all'Università di Cagliari Mascia lavora come insegnante precario nelle scuole superiori.
Iscrittosi al Movimento 5 Stelle, Mascia viene eletto consigliere comunale a Sassari a seguito delle elezioni amministrative del 2014. Lascerà poi il Movimento nel 2015, iscrivendosi al Partito Democratico, diventandone poi segretario provinciale. Viene poi rieletto in consiglio comunale alla tornata elettorale successiva.

### Sindaco di Sassari
In occasione delle elezioni comunali del 2024, Mascia diventa il candidato ufficiale della coalizione di centro-sinistra per la carica di sindaco di Sassari, sostenuto dal Partito Democratico, dal Movimento 5 Stelle, da Alleanza Verdi e Sinistra e dal Partito Progressista, risultando eletto al primo turno.

## Articoli
- L'indicazione formale come Bestimmung della filosofia nel pensiero del giovane Heidegger, in "Quaderni di InSchibboleth", n.0, 1 (2012) pp. 85-117
- Sulle tracce del Dasein. La prospettiva heideggeriana degli Erlebnisse al pensiero dell'Esserci, in "Quaderni di InSchibboleth", n.1, 2 (2012), pp. 93-116.
- Esserci e differenza. Figure della ritrazione nel pensiero del Mitsein, in "Quaderni di InSchibboleth" n. 10, 2 (2018), pp. 145-173.

- Sulla differenza ontologica come evento. Sapere ciò che non è, in "Quaderni di InSchibboleth", n.15, 1 (2021), pp. 231-250.
- Dell'abitare. Dalla fidatezza della civitas alla possibilità del comune tra noi, in "Quaderni di InSchibboleth", n.18, 2 (2022), pp. 147-168.